# 즐라탄 이브라히모비치
즐라탄 이브라히모비치(세르보크로아트어: Zlatan Ibrahimović, 1981년 10월 3일 ~ )는 스웨덴의 은퇴한 축구 선수로, 스트라이커로 활약했다. 이브라히모비치는 1990년대말 롤란드 안데르손 감독 하에 말뫼에서 프로 무대 신고식을 치렀다. 그는 이후 아약스로 이적하여 로날트 쿠만의 제자가 되었다. 그 다음, 그는 €16M에 유벤투스로 이적하였다. 이브라히모비치는 다비드 트레제게와 공격 2인조를 이루며 세리에 A에서 명성을 쌓았다.
2006년, 이브라히모비치는 리그 라이벌 인테르나치오날레 소속이 되었고, 이곳에서 오스카르 델 칼초나 스웨덴의 굴드볼렌과 같은 개인상을 차지하였고, 2007년과 2009년에는 UEFA 올해의 팀 안에 들었으며, 2008-09 시즌에는 방패를 3시즌 연속 지켜내는 것은 물론 득점왕에도 올랐다. 2009년 여름, 그는 바르셀로나로 이적하였다. 그는 짧은 기간을 바르셀로나에서 보낸 뒤, 1년만에 밀란으로 이적하며 세리에 A 리그로 복귀하였고, 그로 인해 그는 손꼽히는 고액 급여의 축구로 거론되었으며, 이탈리아 클럽이 영입하는데 €24M이 소요되었다. 2012년 7월, 그는 파리 생-제르맹의 3년 계약서에 서명하였다.
이브라히모비치의 플레이스타일은 네덜란드 전설 마르코 판 바스턴과 견주되며, 그의 세대에서 가장 훌륭한 스트라이커 중 한 명으로 평가되고 있다. 그는 잉글랜드와의 A매치에서 가위차기로 득점한 골로 2013년 FIFA 푸슈카시상의 수상자가 되었다. 2013년 12월, 이브라히모비치는 가디언이 선정한 위대한 축구선수 명단에서 3번째로 이름을 올렸다.

## 유년 시절
이브라히모비치는 스웨덴으로 이민한 보슈냐크계 무슬림 아버지 셰피크 이브라히모치와 크로아티아계 가톨릭 신자 유르카 그라비치가 처음 만난 곳에서 태어났다. 아버지는 비옐리나 출신이며 어머니는 현 크로아티아 자다르주의 슈카브르냐 인근 마을인 프르코스 출신이다. 3남 3녀 중 한 명으로, 이브라히모비치는 말뫼의 이민자 지구인 로센고르드(Rosengård)에서 자랐다.
축구화 한 켤레를 받은 후, 이브라히모비치는 6세의 나이에 FC 로센고르드와 FBK 발칸의 유소년 클럽들을 거치며 축구를 시작하였다. 그는 인터뷰에서 한때 하프타임에 발칸 청소년 팀에서 0-4로 밀리는 와중에 교체 출전하였는데, 이때 8골을 득점하였다고 말했었다. 10대 초, 그는 고향 클럽 말뫼의 주전이었다. 15세가 되었을 때, 말뫼의 부두에서의 근무를 부탁 받아 축구 경력이 끝날 뻔 하였으나, 감독은 축구를 계속 할 것을 지시하였다. 이브라히모비치는 9학년까지 중학교를 성공적으로 마쳤다. 그는 말뫼 보리아르스콜라(Malmö Borgarskola)로 진학해 평균 이상의 성적을 받았으나, 축구에 집중하기 위해 고등학교를 중퇴하였다.

## 클럽 경력

### 말뫼
1996년, 이브라히모비치는 1996년에 말뫼와 첫 계약을 체결하였고, 1999년에는 스웨덴 1부 리그인 알스벤스칸에 속한 1군으로 승격되었다. 이 시즌에 말뫼는 리그를 13위로 마무리하며 2부 리그로 강등되었으나, 1시즌 만에 1부 리그로 복귀하였다. 아르센 벵거 감독은 이브라히모비치를 설득했지만 아스널에 합류시키는데 실패하였고, 레오 베인하커르 감독 또한 노르웨이의 모스와의 훈련 경기를 보고는 선수에 관심을 표명하였다. 2001년 3월 22일, 아약스와 말뫼와의 협상이 성공리에 마무리되면서 이브라히모비치의 암스테르담 행이 공식발표되었고, 이브라히모비치의 이적료는 80M SEK (€8.7M에 해당) 로 책정되었다.

### 아약스
이브라히모비치는 코 아드리안서 감독의 지도 하에 적은 시간의 출전에 그쳤으나, 2001년 11월 29일, 아드리안서 감독이 경질되자, 로날트 쿠만 감독은 이브라히모비치를 선발 라인업에 포함시켰고, 아약스는 2001-02 시즌의 에레디비시 타이틀을 획득하였다. 그 다음 시즌, 이브라히모비치는 프랑스 챔피언 리옹과의 2002년 9월 17일 챔피언스리그 데뷔 경기에서 멀티골을 기록하며 2-1 승리의 주역이 되었다. 그는 이 시즌의 챔피언스리그에서 5골을 득점하였고, 아약스는 밀란과의 8강에서 떨어졌다. 아약스에서의 마지막 시즌에 이브라히모비치는 2004년 8월 22일 NAC전에서 숨 막히게 하는 골을 득점하며 주가가 상승하였고, 유로스포츠 시청자로부터 "올해의 골"로 선정되기도 하였다. 그는 2003-04 시즌의 챔피언스리그에서 한골 (10월 22일의 셀타 비고전) 에 그쳤고, 아약스는 조별 리그를 통과하는데 실패하였다.
2004년 8월 18일, 이브라히모비치는 네덜란드와의 국제경기에서 아약스 팀 동료인 라파엘 판 데르 파르트에게 부상을 입혔고, 그 결과 판 데르 파르트가 이브라히모비치는 자신에게 고의로 부상을 입혔다고 고발까지 하는 사태가 벌어졌다. 그 결과 이브라히모비치의 8월 31일 유벤투스행은 급물살을 타게 되었다. 2012년 5월, 판 데르 파르트는 이브라히모비치의 얼굴 사진 앞에서 골프 스윙을 연습하는 것을 녹화한 것으로 인해 둘 간의 싸움을 다시 일으켰다.

### 유벤투스
이브라히모비치는 €16M의 이적료에 아약스에서 유벤투스로 둥지를 옮겼다. 그는 즉시 팀의 최다 득점자인 다비드 트레제게가 부상 문제로 빠지게 되자, 선발 라인업에 포함되었고, 16골을 득점하였다. 시즌 종료에 임박했을 때, 유벤투스는 레알 마드리드의 €70M짜리 제의를 거절하였는데, 이는 미노 라욜라, 이브라히모비치의 에이전트로부터 시장 가치를 올리려는 공개적 모험 행위라고 밝혀졌다. 2005년 11월 14일, 그는 스웨덴 올해의 축구 선수로 선정된 선수들에게 수여하는 굴드볼렌을 받았다.
그 다음 시즌 이브라히모비치는 유벤투스의 달라진 공격 역할에 적응하지 못하면서 상대적으로 부진한 시즌을 보냈고, 득점량이 줄었으며, 중심에서 밀려나갔다. 빌드업에 큰 영향을 받는 타겟형 선수로, 그의 어시스트 횟수는 늘어났다. 2005-06 시즌, 유벤투스의 팬들은 그가 아스널과의 챔피언스리그 경기를 비롯하여 몇몇 주요 경기에서 무력해지는 것에 대해 좌절감을 느꼈다. 유벤투스는 2006년 이탈리아 축구 스캔들로 인해 스쿠데토 2기를 박탈당하고, 세리에 B로 강등당하였다. 신임 코칭스태프들은 이브라히모비치를 비롯해 몇몇 주요 선수들을 유벤투스에 잔류시키려 하였으나, 그와 그의 에이전트는 이적하기를 원하였고, 라이올라는 이브라히모비치의 계약을 해지하기 위해 모험적인 합법 행위를 하였다.

### 인테르나치오날레

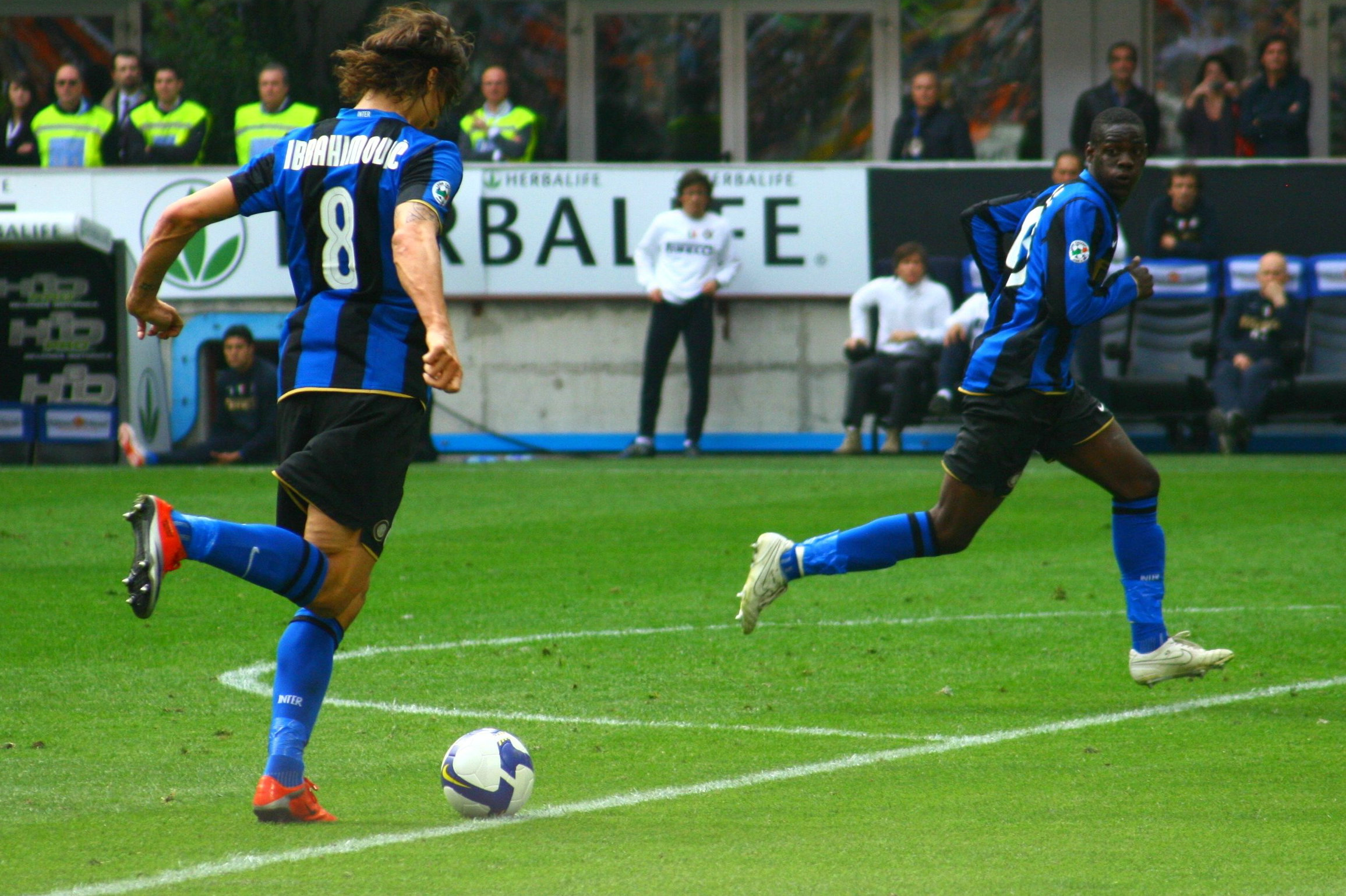
2009년, 팔레르모전의 이브라히모비치와 마리오 발로텔리

2006년 8월 10일, 이브라히모비치는 €24.8M에 4년 계약을 체결하며 인테르나치오날레의 선수가 되었는데, 이는 30세의 미드필더 파트리크 비에이라가 유벤투스에서 흑청 군단 (nerazzurri)으로 갈아탄 지 며칠만에 발생한 일이었다. 이브라히모비치는 그가 유년 시절에 인테르나치오날레 팬이었다고 밝혔다. 로베르토 만치니 감독 하에서 활약하며, 이브라히모비치는 피오렌티나전에서 1골 1어시스트를 기록하며 흑청 군단에서의 생활을 시작하였고, 그는 15골로 팀내 최다 득점자가 되었다. 인테르는 17년만에 자력으로 리그 우승을 거두었다. 세리에 A가 종료될 당시 인테르는 역대 최다인 승점 97점을 쌓아 올렸고, 이 업적을 이브라히모비치는 바르셀로나 소속일 때에 재현하였다. 같은 시즌, 인테르나치오날레는 17연승을 거두며 유럽 주요 5대 리그 최다 연승 기록을 경신하였다. 이 기록은 레알마드리드의 22연승의 의해서 끝났다.
2007년 9월 16일, 이브라히모비치는 세리에 A 100경기 출장을 자축하였다. 2007년 그는 클럽과 재계약 하면서 2013년 6월까지 팀의 선수로 남게 되었다. 그는 가장 많은 소득을 벌어들이는 축구 선수로 추산되었다. 그는 10월 2일 PSV와의 챔피언스리그 조별 리그 경기에서 멀티골을 삽입하였는데, 이는 2005년 12월 이후이자 흑청 유니폼을 입고 기록한 유럽대항전 첫 득점이었고, 그는 챔피언스리그 7경기에 출전하여 5골을 득점하였다. 파르마와의 2008년 5월 18일 리그 최종전에서, 그는 만성적인 무릎 부상으로부터 복귀하여 팀의 두 골을 모두 득점하여 완승을 이끌었으며, 팀은 또다시 스쿠데토 방어에 성공하였다.
2008년 11월 16일, 이브라히모비치는 현역으로 알스벤스칸에 복귀하지 않을 것이며, 해외에서 현역 은퇴할 것임을 시사하였다.
이브라히모비치는 2008-09 시즌을 개막전부터 네트 뒤쪽을 강타하면서 훌륭하게 시작하였다. 그의 볼로냐전 골은 "올해의 골"로 선정되었다. 그는 아드리아누의 크로스를 움직이지 않고서 힐킥으로 득점하였다. 이브라히모비치가 이 시즌동안 보인 기량은 주목의 대상이었으며, 볼이 없는 상황에서 영리하였고, 그의 패스는 라치오전에서 보여준 곡예스러운 패스처럼 뛰어났다. 그는 제노아전에서 득점하며 1달간의 무득점 침묵을 깼으나, 홈에서의 첫 패를 허락하였고, 당시 리그에서 홈무패 기록을 이어온 유일한 팀이었던 인테르나치오날레의 기록이 깨졌다. 아탈란타와의 리그 최종전에서, 2골을 득점하며, 2008-09 시즌의 리그 통산 25골로 마르코 디 바이오와 디에고 밀리토를 1골차로 제치고 카포카노니에레에 등극하였다.

### 바르셀로나

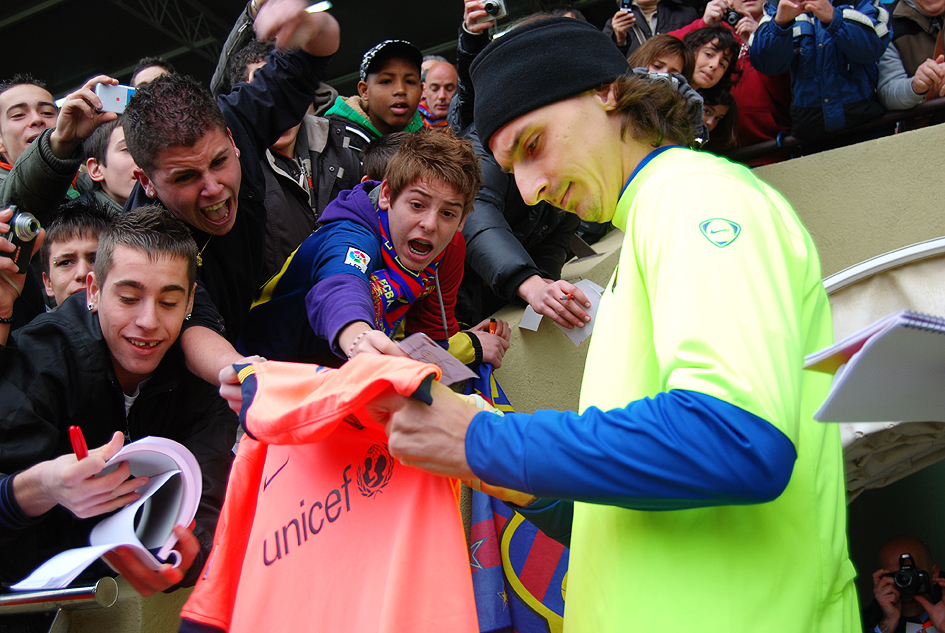
바르셀로나 유니폼에 서명하는 이브라히모비치.

라포르타는 밀라노에 있는 인테르나치오날레의 회장 마시모 모라티와 대화하를 하기 위해 그가 기존의 비행 행선지를 우크라이나에서 스페인으로 바꾸면서 협상이 시작되었다고 말하였다. 이브라히모비치는 2009년 7월 23일, 미국 투어에서 벌어진 월드 풋볼 챌린지 대회에서 첼시와의 경기를 끝으로 바르셀로나와의 협상을 위해 인테르나치오날레를 중도에 떠났다. 인테르나치오날레가 에토 조항과 합의를 보고 바르셀로나가 이브라히모비치를 가져가게 되면서 바르셀로나는 이브라히모비치가 2009년 7월 26일에 도착하여 다음 날, 메디컬 테스트에 응할 것임을 발표하였다. 이브라히모비치는 메디컬 테스트를 통과한 뒤 캄 노우의 60,000명 관중들 앞에서 입단식을 가졌다. 그는 5년 계약을 €46M에 체결하였고 에토 (€20M의 가치)를 인테르로 보냈으며, 알략산드르 흘렙을 임대 (€10M의 바이아웃 옵션) 보냈으며, €250M 방출 조항으로 이브라히모비치의 가치는 €66M이 되었다. 그러나, 흘렙 협상은 결렬되었고, 이브라히모비치의 값은 바르셀로나에서 기타 비용을 추가하면 €69.884M이었다. 인테르나치오날레의 기록에는 €69.5M으로 등록되어 있었고, 그러나 인테르나치오날레의 비용 (약 4.5%)는 공정 분배로 유소년 클럽에 재투자되었다. (유벤투스 제외.)

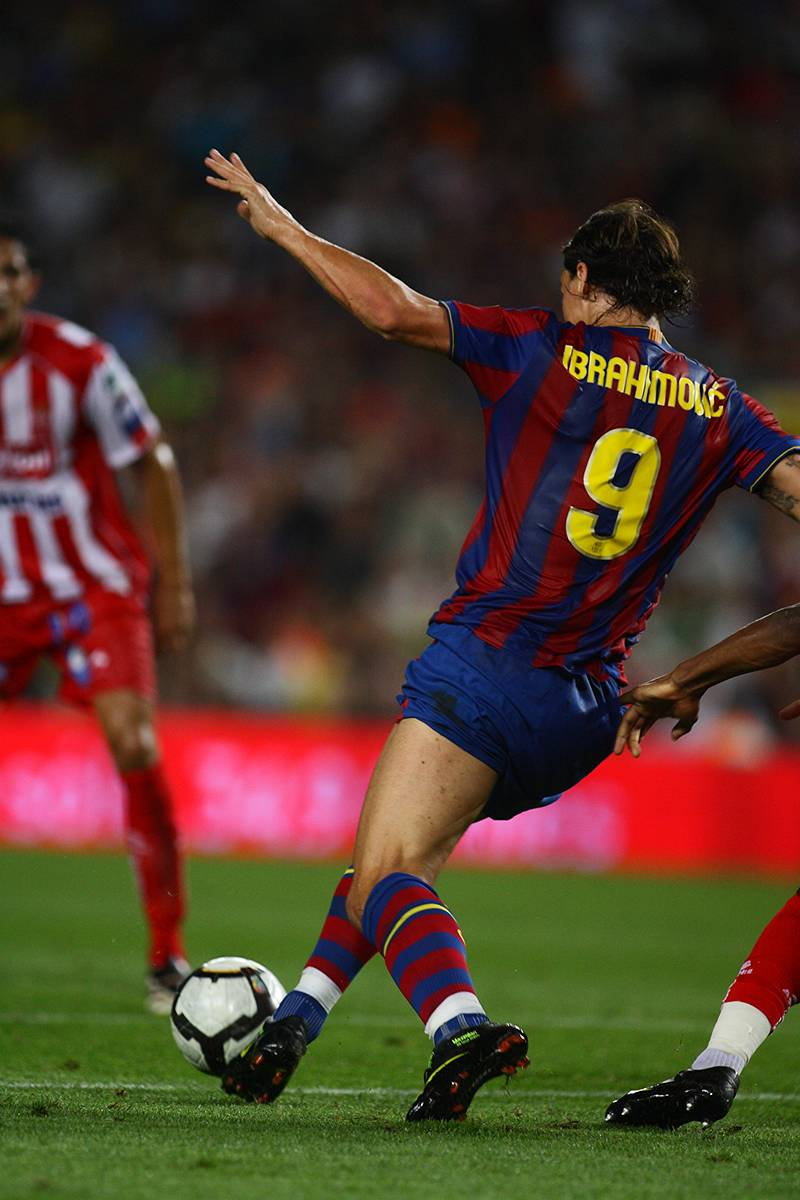
2009년, 스포르팅 히혼전에서 활약하는 바르셀로나의 이브라히모비치

2009년 8월 23일, 이브라히모비치는 수페르코파 데 에스파냐에서 리오넬 메시에게 한 골을 도우며 2009-10 시즌의 주요 경기에 데뷔하였다. 그 다음에 그가 출전한 경기는 UEFA 슈퍼컵 경기였다. 그 다음 경기는 3-0으로 이긴 스포르팅 히혼과의 라 리가 개막전이었고, 이 경기에서 한 골을 득점하였다. 이브라히모비치는 출전한 다음 세 경기에서 연속으로 득점하였고, 출전한 처음 네 경기에서 연속으로 득점하는 클럽 신기록을 세웠다.
10월 2일, 루빈 카잔과의 챔피언스리그 조별 리그 경기에서 바르셀로나 이적 후 처음으로 챔피언스리그 득점에 성공하였다. 닷새 후, 그는 멀티골을 득점하며 레알 사라고사를 6-1로 파괴하였고, 7경기 출전하여 7득점을 올리며 득점 선두에 오름과 동시에 바르셀로나를 리그 선두에 올렸다. 그러나, 11월 7일, 이브라히모비치는 허벅지 부상으로 3주동안 결장하였다. 그는 12주째의 레알 마드리드전에서 티에리 앙리와 교체 투입되었고, 그의 시즌 8호골을 득점하였다. 그는 바르셀로나에서의 처음 15번의 리그 경기 중 2경기를 제외하고 11골 4어시스트를 기록하였다. 바르셀로나는 2009년 12월 19일에 에스투디안테스와의 2009년 FIFA 클럽 월드컵 결승전 승리로 2009년을 끝냈다.
2010년 1월 5일, 이브라히모비치는 1-2로 패한 세비야와의 코파 델 레이 2009-10 16강 1차전에서 팀의 유일한 골을 득점하였다. 1월 20일, 그는 2009년 UEFA 올해의 팀에 선정되었다. 그의 2010년 첫 골은 2월 14일 아틀레티코 마드리드전에서 나왔다. 그는 이어지는 슈투트가르트와의 UEFA 챔피언스리그 16강 1차전에 출전하였다. 그는 3월 6일, 알메리아전에서 퇴장 명령이 내려졌고, 바르셀로나의 이의는 기각되었으며, 그는 1경기 출장정지 징계가 내려졌다. 징계에서 돌아와 아틀레틱 빌바오전을 앞두고 워밍업을 하던 그는 장딴지 근육의 염단 부상을 당해 앞서 1차전 원정경기에서 두 골을 넣었던 아스널과의 UEFA 챔피언스리그 8강 2차전과 마드리드와의 엘 클라시코 출전이 좌절되고, 팀이 각각 4-1, 2-0으로 승리하는 것을 지켜보아야 했으며, 다음 데포르티보 라코루냐전에도 결장하였다. 그는 에스파뇰과의 경기에서 82분에 교체 투입되며 복귀하였다.
이브라히모비치는 이 시즌에 16골을 기록하며 끝냈고, 바르셀로나는 38경기에서 99점을 쌓으며 라 리가 우승을 거두었다. 그는 8월 14일, 1-3으로 패한 세바야와의 수페르코파 데 에스파냐의 경기에서 마지막 골을 득점하였고, 8월 25일, 그는 AC 밀란과의 트로페우 조안 감페르 경기에서 마지막 경기를 치르었고, 언론에서는 그가 주제프 과르디올라와 3월부터 대화한 적이 없듯이 감독과의 관계가 뒤틀어졌다고 주장하였다.

### 밀란

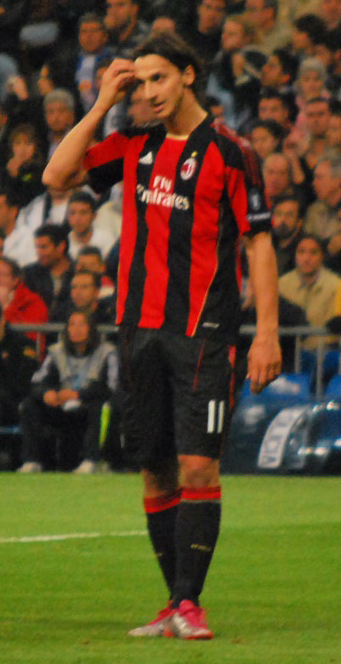
2010년 10월 레알 마드리드전에서 밀란의 유니폼을 입은 이브라히모비치

2010년 8월 28일, 밀란의 공식 웹사이트에 2010-11 시즌을 위해 이브라히모비치를 확보하였다고 발표하였다. 그는 2010-11 시즌동안 밀란으로 임대되었으며, 조항에 따라 시즌 말에 바르셀로나로부터 €24M의 가격에 그를 구매할 수 있는 권한도 부여되었다. 그는 9월 11일, 0-2로 패한 체세나전에서 새 팀의 데뷔전을 가졌고, 그는 경기 막판에 페널티킥을 실축하였으나, 9월 15일에 오세르와의 챔피언스리그 경기에서 밀란 1호골을 득점하였다. 11월 14일, 이브라히모비치는 1-0으로 승리한 친정팀 인테르나치오날레와의 데르비 델라 마돈니나 경기에서 결승골의 주인공이 되었다. 11월 20일, 그는 피오렌티나전 45분에 오버헤드 바이시클 킥으로 시즌 7호골을 득점하였고, 알레샨드리 파투를 제치고 팀내 득점 1위가 되었다. 2010년 12월 4일, 브레시아와의 경기에서, 그는 케빈프린스 보아텡의 선제골을 도와 일찍이 리드를 잡았고, 페널티 박스 끝쪽에서 강력한 슛으로 팀의 3번째 골을 득점하며 3-0 승리를 가져다 주었다. 2010년 12월 12일, 그는 볼로냐와의 경기에서 보아텡에의 골을 도운 뒤 막판에 추가골을 넣으며 또다시 3-0 승리를 가져다 주었고, 모든 대회 통틀어 21경기 출전 13골 8어시스트를 기록하였으며, 그는 언론과 판 바스턴 당사자로부터 밀란 레전드 마르코 판 바스턴과 견주되었다.
이브라히모비치는 1-1로 비긴 바리와의 2011년 3월 경기에서 마르코 로시의 복부를 주먹으로 가격한 것으로 인해 레드카드를 받아 3경기 출장정지 징계가 내려졌다. 그는 2012년 2월에도 1-2로 홈에서 패한 피오렌티나와의 경기에서 부심을 욕한 것으로 추정되어 3경기 출장 정지가 또다시 내려졌다. 이브라히모비치는 자신을 변호하였으나 자신에게 좌절감만 가져다주었다. 밀란의 공격은 로마전에서 교착 상태에 빠졌으나, 그는 밀란에서 첫 스쿠데토를 차지하는데 성공하였다. 그 결과, 그는 나중에 타이틀 2개를 취소당한 유벤투스에서의 리그 우승을 포함하여 3개국 5개 클럽에서 8년 연속 리그 우승이라는 경이로운 기록을 달성하였다. 2011년 6월 18일, 밀란과 바르셀로나 간의 모든 합의가 마무리되었다.
2011-12 시즌의 첫 공식 경기인 인테르나치오날레와의 수페르코파 이탈리아나 경기에서, 이브라히모비치는 득점할 수 있는 최고의 방법으로 동점골 득점하였고, 이 경기에서 밀란은 역전승을 거두었다. 그는 2-2로 비긴 라치오와의 세리에 A 2011-12 첫 경기에서도 시즌 리그 1호골을 득점하였다. 그는 체코의 빅토리아 플젠과의 챔피언스리그 경기에서 팀의 3번째 골을 페널티 스폿에서 득점하였고, 팀의 두번째 골을 도왔다. 이브라히모비치는 다수의 밀란 경기에서 득점하며 스스로를 운반가방 꼬리표로 정의하였으나, 여전히 많은 골을 도우기도 하였다. 그는 바테 보리소프와의 다음 UEFA 챔피언스리그 경기에서 1골, 4-1로 이긴 파르마전에서 1골, 3-2로 이긴 로마전에서 멀티골을 추가하며 10월을 성공적으로 마무리했다. 11월에도 이 스웨덴인은 인상적인 활약을 펼쳤는데, 바테와의 챔피언스리그 리턴 매치와 카타니아와의 리그 경기에서 또다시 득점하였다. 큰 기대를 모은 밀란과 바르셀로나의 경기에서, 이브라히모비치는 친정팀을 상대로 1-1 동점골을 득점하였으나, 결국 바르셀로나에게 산 시로에서 2-3으로 패하였다. 그는 키에보전에서 두골을 추가하며 11월을 마무리하였는데, 그의 키에보전 첫 골은 자신의 세리에 A 100호골이었고, 두번째 골을 페널티 스폿에서 득점하였다. 12월에도 우수한 기량을 발휘하였는데, 그는 5번의 세리에 A 경기에서 한골씩 득점하였다. 2012년 시작도 상승세로 시작하였는데, 그는 아탈란타와의 경기에서 페널티킥을 성공시켰다. 그는 노바라전 이후로 16경기 출전 14골로 세리에 A 득점 선두를 달렸는데, 그가 득점한 두번째 골은 장난기가 있는 백힐로 기록하였다. 2012년 1월 5일, 나폴리와의 연속된 세리에 A 경기에서 이브라히모비치는 오프볼 상황에서 살바토레 아로니카의 따귀를 때린 것으로 인해 레드카드를 수집하였고, 그는 밀란의 다음 3경기에 결장하게 되었다. 2월 15일, UEFA 챔피언스리그 2011-12 16강 1차전에서 이브라히모비치는 호비뉴의 두골을 득점하고, 페널티킥을 성공시키며 아스널을 4-0으로 무너뜨렸다. 2012년 3월에도 그는 득점행진을 이어나갔는데, 4-0으로 이긴 팔레르모와의 스타디오 렌초 바르베라 원정경기에서 해트트릭을 하였다. 처음 두 골은 호비뉴가 3번째 골을 위르비 에마뉘엘손의 도움으로 기록하였다. 이어지는 3경기에서 그는 4골을 득점하였는데, 멀티골을 로마전에서 기록하였고, 이에 따라 그의 스탯은 23경기 출전 22골이 되었다. 그는 시에나전에서의 2골로 그가 전에 기록한 리그 개인 최다골인 25골을 넘었다. 그는 32경기 출전 28골로 시즌을 마쳤다..

### 파리 생제르맹

#### 2012-13 시즌

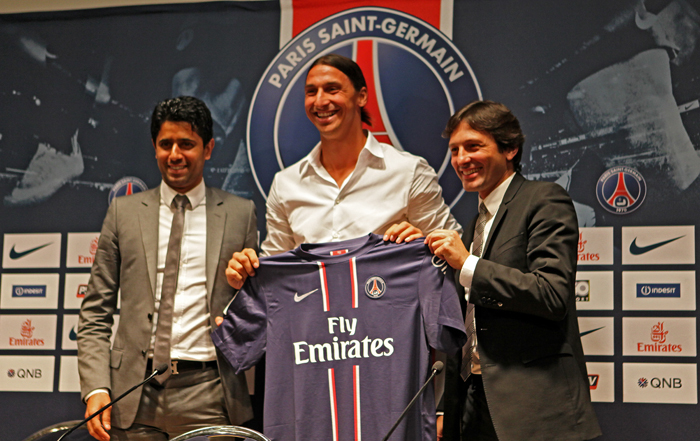
파리 생제르맹의 스포르팅 디렉터 레오나르두 (우) 와 나세르 알-켈라이피 (좌) 회장과 함께 공식 석상에 드러낸 이브라히모비치

2012년 7월 17일, 파리 생제르맹은 이미 이브라히모비치의 개인적 조항에 합의를 보았고, 스트라이커의 활동 및 경제적 권한을 밀란으로부터 가져가기로 협상이 마무리되었다고 확인하였으며, 본래 이적료는 €20M 정도로 책정됨에 따라 이브라히모비치의 이적은 합계 이적료로 가장 비싼 이적이 되었다. 합산된 가치는 약 €180M으로 추산되며, 이 금액은 니콜라 아넬카의 클럽 기록을 단번에 깼다. 그의 3년 계약은 €14M의 순연봉에 보너스(이는 밀란을 떠날 때 연간 벌어들이던 금액보다 €2M이 높았다.)를 더 받으면서, 카메룬의 사뮈엘 에토 다음으로 가장 소득이 높은 선수가 되었다. 다음 날, 이브라히모비치는 계약서에 서명하였고, 기자 회견에서 다음과 같이 의견을 말했다: "이는 내 축구선수로써의 삶에 있어 큰 한걸음이며 또다른 꿈이 실현된 것입니다. 저는 관여하고 싶은 프로젝트에 참가하여 기쁩니다. 저는 클럽 역사의 일부가 되고 싶습니다. 저는 다른 이유는 없고 우승하기 위해 여기 왔습니다."
"우리는 오랜 기간동안 그와 같은 골잡이를 프랑스에서 본 적이 없습니다. 그는 여기있는 모든 사람들에게 다른 행성에서 온 사람 같았습니다."
이브라히모비치는 로리앙과의 리그 1 2012-13 개막전에서 2-0으로 뒤지고 있는 후반전에 2골을 득점하며 2-2로 패배에서 팀을 구제하였다. 그는 2-1로 이긴 릴과의 경기의 전반전에 멀티골을 득점하며 처음 3경기에서의 3무 이후 2012-13 시즌의 첫 승을 따냈다.

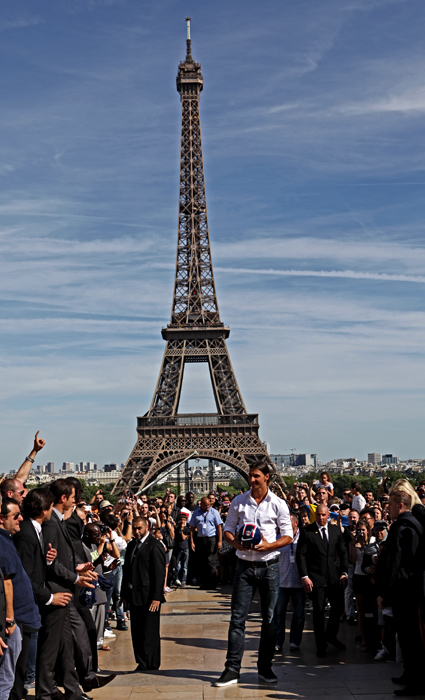
2012년 에펠 탑을 배경으로 진행된 이브라히모비치의 파리 생제르맹 입단식

2012년 9월 18일, 디나모 키예프와의 UEFA 챔피언스리그 2012-13 A조 1차전에서, 이브라히모비치는 카를로 안첼로티하에 출전한 5번째 경기에서 6호골을 페널티킥으로 득점하였다. 그는 UEFA 챔피언스리그에서 6클럽을 대표하며 득점한 첫 선수로 기록되었다. 2012년 10월 8일, 이브라히모비치는 호나우지뉴와 로랑 블랑에 이어 스페인의 엘 클라시코, 이탈리아의 데르비 델라 마돈니나, 프랑스의 마르세유-파리 생제르맹 더비에 모두 참가한 3번째 선수가 되었다. 그는 스타드 벨로드롬에서 열린 리그 1의 르 클라시크 더비에서 PSG의 두골 (첫골은 백힐로 두번째 골은 프리킥으로) 을 모두 득점하였고, 경기는 2-2로 종료되었다. 2012년 12월 11일, 그는 4-0으로 이긴 발랑시엔과의 원정 경기에서 해트트릭을 득점하였다.
2013년 1월, 이브라히모비치는 브라질인 윙어 네네가 떠나면서 등번호 10번을 받았다. 2013년 4월, 이브라히모비치는 2-2로 비긴 친정 클럽 바르셀로나와의 챔피언스리그 8강전에서 득점하였다. 그러나, PSG는 캄 노우에서 벌어진 2차전에서 1-1로 비기며 원정 다득점으로 떨어졌다. 그는 UEFA 챔피언스리그 2012-13에서 도움 7개로 최다 어시스트를 기록하였다.
2013년 5월 12일, 파리 생제르맹은 리옹 원정에서 1-0으로 이기며 1994년 이래 처음으로 리그 1 우승을 거두었다. 그는 이 시즌의 리그 1을 30골로 득점왕을 차지하며 마무리하였는데, 그는 장피에르 파팽의 디비시옹 1989-90시즌 이후로는 처음으로 업적을 달성하였다. 2013년 5월 20일, 프로축구선수 국가 연합(UNFP) 에 의해 리그 1 올해의 선수로 선정되었다.

#### 2013–14 시즌
이브라히모비치는 2013년 8월 31일, 2-0으로 승리한 갱강전에서 인저리 타임에 시즌 1호골을 득점하였다. 9월 24일, 이브라히모비치가 파리 생제르맹과의 연장 계약으로 2016년까지 파리에 남게 되었다. 1주 후인 10월 2일, 이 스웨덴인은 챔피언스리그 조별 리그 경기에서 벤피카에게 멀티골을 박으며 3-0으로 박살냈다.
10월 19일, 4-0으로 이긴 바스티아전에서 그는 또다시 멀티골을 득점하였는데, 한골은 수비 뒷쪽에 접근한 뒤 대담한 백힐 발리슛으로 골네트를 갈랐다. 나흘 후 안데를레흐트와의 챔피언스리그 원정 경기에서는 무려 4골을 득점하며 5-0 승리를 견인하였고, 그는 대회 역사상 8번째로 짧은 시간의 해트트릭을 기록하였고, 11번째로 챔피언스리그 한 경기에서 4골 이상 기록한 선수가 되었다. 4골 중 3번째골의 슈팅은 시속 약 150km로 기록되었다.
2013년 3월 16일, 이브라히모비치는 2-0으로 이긴 생테티엔전에서 2골을 모두 득점하며 카를로스 비안치가 기록한 클럽 기록인 한 시즌 39골을 뛰어넘었다.

#### 2014-15 시즌
이브라히모비치는 24경기 출전하여 19골을 기록하여 득점 3위를 기록하여 알렉상드르 라카제트에 득점왕 자리를 내줬지만, 파리 생제르맹을 리그 우승을 이끄는 전과를 올렸다.

#### 2015-16 시즌
이브라히모비치는 15-16 시즌동안 31경기 출전, 38골을 기록하여 리그앙 득점왕으로 등극하였고, 파리 생제르맹을 2년 연속 프랑스컵(FA컵)에서 우승시켰고, 리그컵 우승, 정규리그 우승을 이끌었으며 이른바 ‘트레블’(정규리그·리그컵·FA컵 3관왕)을 달성하는데 큰 전과를 올렸다.
그 후, 이브라히모비치는 2016년 6월 30일(한국시각)에 파리 생제르맹과 계약이 만료되어 팀을 떠났으며 2016년 7월 1일(한국시각)에 인테르나치오날레 시절에 사제지간을 맺은 조제 무리뉴 감독이 있는 맨체스터 유나이티드 이적을 확정지었다.

### 맨체스터 유나이티드

#### 2016-17 시즌
2016년 7월 1일, 이브라히모비치는 맨체스터 유나이티드와 1년 계약을 맺었으며, 인테르나치오날레 시절에 함께했던 조제 무리뉴 감독과 7년 만에 재회하였다.
즐라탄은 맨유로 합류한 이후, 갈라타사라이와의 프리 시즌 경기에서 골을 기록하여 팀의 5-2 승리를 이끌었고, 16-17 커뮤니티 실드 우승을 이끌었으며, 리그 초반에 4골을 몰아쳤지만, 그 이후로 골이 없어 무득점 부진에 시달려 언론의 질타를 받았다. 하지만, 10라운드 스완지 시티와의 경기에서 멀티골 포함한 2골을 넣어 그동안의 부진을 씻어냈으며, 개인 클럽 커리어 통산 400골과 EPL 25,000 호 골을 달성하였다. 덤으로 EPL 이 주의 베스트11에 선정되었다.
하지만, 2016년 11월 19일에 있을 아스널과의 리그 홈 경기에는 스완지와의 리그 경기 도중 후반 31분 르로이 페르에게 파울을 범해 경고를 받으면서 시즌 누적 5장이 되어 출전하지 못했지만, 2016년 11월 25일(한국시각 새벽)에 페예노르트와의 유로파리그 조별 경기에서 어시스트를 기록하여 4-0 대승을 이끌었다. 그리고, 2016년 11월 24일(한국시각)에 무리뉴가 즐라탄이 맨유와의 연장계약을 공식 발표함으로써 즐라탄은 2018년 여름까지 맨유에 잔류하게 되었다.
그 이후, 즐라탄은 웨스트 햄과의 리그 13라운드 경기와 EFL 컵 경기에서 골을 기록하였으며 (리그에서는 1골, EFL 컵 경기에서는 2골 기록.) 뒤이어 2016년 12월 9일 오전 3시(이하 한국시각) 우크라이나 오데사 초르노모레츠 스타디움에서 열린 조르야 루한스크와의 2016~2017 UEFA(유럽축구연맹) 유로파리그 A조 최종전에서 후반 막판 팀의 승리를 결정짓는 쐐기골을 터뜨려 맨유를 32강 진출에 성공하는 등 연일 공격포인트를 쏘아 올리며 부활을 알리고 있다. (지난달 페예노르트와의 유로파리그 어시스트까지 더하면 최근 6경기 연속 공격포인트(7골1도움)의 맹활약이다.)
2016년 12월 11일(이하 한국시간) 영국 맨체스터의 올드 트래퍼드에서 열린 맨유와 토트넘 홋스퍼의 2016/2017 잉글리시 프리미어리그 15라운드(1-0 맨유 승)를 풀타임 소화함으로써 이브라히모비치는 지난 1999년 스웨덴 말뫼 1군 데뷔 이후 17년 만에 프로 통산 700경기 출전이라는 대업을 이뤘다.
2016년 12월 18일(이하 한국시간 새벽) 웨스트브로미치와의 리그 원정 경기에서 멀티골을 포함한 2골을 기록하여 팀의 2-0 승리를 안겼으며, 영국 축구통계전문사이트 '후스코어드닷컴' 으로부터 평점 8.5 점을 받았다. 2016년 12월 18일(한국시각)에는 중국으로부터 1억 2000만 파운드(약 1772억 원) 제안을 받았으나, 맨유와의 재계약을 위해 거절하였다.
2016년 12월 27일(이하 한국시간 새벽)에 열린 선덜랜드와의 홈 경기에서 1골 2도움을 기록하여 팀의 3-1 승리를 이끌었으며, 이 날 골을 기록한 즐라탄은 파리 생제르망(33골)과 맨유에서의 기록을 합쳐 2016년 한 해만 50골을 기록했다. 경기 이후, 유럽축구통계전문인 영국 후스코어드 닷컴으로부터 폴 포그바와 함께 양 팀 최고 평점인 9.5를 부여받았다.
2017년 1월 1일(이하 한국시간 자정)에 열린 미들즈브러와의 홈 경기에서 전반 38분에 앙토니 마르시알의 크로스를 받아 태권슛으로 골을 기록하였지만, 빅토르 발데스를 위협하는 동작이었다고 판단한 심판이 반칙을 선언하는 바람에 리오넬 메시와 함께 2016년 득점 공동 1위를 기록할 수 있는 기회를 놓치고 말았다. (1위인 리오넬 메시는 51골을 기록하였고, 2위인 즐라탄은 50골을 기록하여 2016년을 마감했다.)
그 후, 즐라탄의 골이 석연찮은 판정으로 인하여 무효되어 논란이 일자, 현지 전문가들과 전 EPL 주심인 하워드 웹이 한결같이 오심이라고 의견을 밝히기도 하였다.
그리고 즐라탄은 2017년 1월 4일(한국시각)에 PFA(잉글랜드프로축구선수협회)로부터 델레 알리를 포함해 아담 랄라나, 세사르 아스필리쿠에타, 디미트리 파예트, 조던 픽퍼드를 제치고, 이 달(2016년 12월)의 선수에 선정되었으며, 맨유 구단으로부터 2016년 12월 선수에 선정되었다. 그리고, 2017년 1월 13일(한국시각)에 EPL 사무국으로부터 폴 포그바, 게리 케이힐, 디에고 코스타, 델레 알리, 크리스티안 에릭센, 알렉시스 산체스, 아담 랄라나 등 경쟁자들을 제치고, 2016/2017 EPL 12월의 선수로 선정되었으며, 12월 이달의 선수상으로만 3번째 수상을 기록하였다.
12월 선수 수상 이후, 즐라탄과 동갑내기 공격수인 디미터르 베르바토프는 "즐라탄이 EPL을 정복하기까지 만 3개월이 걸렸다. 나이는 숫자에 불과한 것 같다"며 "현재 경기력을 2년 이상 이어갈 수 있을 것"이라며 치켜세웠으며, "즐라탄은 체력 안배를 잘할 뿐 아니라 경기를 이해하는 탁월한 능력을 가지고 있다"고 칭찬했다. 그리고, 과거 맨유의 전설이었던 에리크 캉토나도 자신의 후계자로 즐라탄을 지목했으며, 캉토나는 12일 현지 언론들과 인터뷰를 통해 "2017년, 오랜 통치 후 나는 마침내 언론인들에게 받은 가장 공격적인 선수라는 타이틀을 포기했다. 즐라탄은 나의 타고난 후계자로, 나의 유산을 이어받을 것이다"며 즐라탄을 높게 평가했다.
그 후, 2017년 1월 16일(한국시각)에 열린 노스웨스트 더비 경기에서 팀이 0-1로 뒤지고 있는 상황에서 후반 헤딩 동점골을 넣어 리그 14호 골을 달성하였고, 팀은 1-1 무승부를 거두었다. 경기 이후, 영국 축구 통계 전문사이트 '후스코어드닷컴'으로부터 평점 7.4점을 부여받았다. 그 이후, 리그 2경기 동안 골이 없었으나, 2017년 2월 6일 오전 1시(한국시간) 영국 레스터 킹 파워 스타디움에서 열린 2016-17 잉글리시 프리미어리그(EPL) 24라운드에서 전반 44분 발렌시아의 크로스를 문전에서 논스톱 슈팅으로 연결해 추가골을 뽑아냈다. 이날 한 골을 추가한 즐라탄은 맨유 유니폼을 입은 첫 시즌 20골 고지에 올랐다. 그리고, 2013년 알렉스 퍼거슨 감독이 떠난 후 맨유에서 처음으로 20골을 터트린 선수가 되었으며, EPL 역사상 최고령 한 시즌 득점을 기록한 선수가 되었다.(35세 125일에 시즌 15호골 기록.)
그리고, 즐라탄은 2017년 2월 17일 오전 5시 5분(한국시간) 영국 맨체스터 올드 트래퍼드에서 열린 생테티엔과의 2016/2017 UEFA 유로파리그 32강 1차전에서 반 15분 프리킥 선제골과 후반 30분, 43분에 해트트릭을 기록하여 3-0 승리를 이끌어냈다. 이 날 즐라탄은 맨유 입단 이후, 첫 해트트릭을 달성했으며, 영국 `후스코어드닷컴`으로부터 평점 10점을 부여받았다.
그로부터 3일 뒤인 2017년 2월 20일 오전 1시 15분(한국시간) 영국 블랙번에 위치한 에우드 파크에서 열린 블랙번과의 2016-17 에미레이츠 FA컵 5라운드(16강)에서 후반 17분에 교체 투입하여 후반 30분에 역전골을 기록하여 2-1 역전승을 거둬 8강 진출에 성공하였다. 덤으로, 즐라탄은 2017년 2월 27일 새벽(한국시간) 영국 런던 웸블리 스타디움에서 벌어진 2017 EFL컵 결승전에서 멀티골을 포함한 2골을 기록하여 사우샘프턴을 3-2로 누르고, 리그컵 우승을 이끌어냈다. 그리고, 축구통계사이트 후스코어드닷컴으로부터 평점 8.76점을 받았다. 이로써 즐라탄은 맨유 입단 후, EFL컵과 커뮤니티 실드에서 두 번이나 우승을 차지하는 성과를 거뒀으며, 우승청부사의 명성을 이어갔다.
그리고, 2017년 3월 4일(한국시간)에는 약 10만 9000명의 투표 참가자 중 79%의 득표율을 기록하여 맨유 2월의 선수상을 수상하였다.
하지만, 2016/2017시즌 잉글리시 프리미어리그 27라운드 본머스와의 홈 경기에서 즐라탄이 타이론 밍스에게 머리를 밟힌 후, 곧바로 팔꿈치를 사용해 보복성 반칙을 가한 영상이 포착되었고, 결국 2017년 3월 8일(한국시간)에 잉글랜드 축구협회로부터 3경기 출장 정지 징계를 받아 14일에 있을 첼시와의 FA컵 경기부터 미들즈브러, 웨스트 브로미치 앨비언(WBA)과의 리그 2경기에 나설 수 없게 됐다.
그 이후, 2017년 4월 5일(한국시간)에 있었던 에버턴과의 리그 31라운드 경기에서 복귀전을 가졌고, 후반 추가시간에 PK 골을 기록하여 1-1 극적인 무승부와 동시에 20경기 무패(10승 10무)를 이어갔으며, 2017년 4월 9일(한국시간)에 있었던 선덜랜드와의 리그 32라운드 경기에서 1골 1도움의 맹활약을 펼치면서 맨유의 3-0 승리의 주역이 됐다. 그 날 경기에서 골을 기록한 즐라탄은 30살 이후 터트린 250번째 골을 기록함과 동시에 프로통산 420골을 넣은 이브라히모비치는 총 득점의 60%를 30살 이후에 기록하였다.
그러나, 2017년 4월 21일(한국시각) 영국 맨체스터 올드 트래퍼드에서 열린 안더레흐트와의 2016~2017시즌 유로파리그 8강 2차전에서 후반 추가시간 공중볼 경합 후 착지 과정에서 오른발을 다쳐 무릎 인대가 손상되는 부상을 입어 시즌 아웃되었다.
그러나 맨유와의 재계약을 협상하였지만 부상여파로 결국 불발되어 1년만에 팀을 떠나 자유계약 신분이 되었다.

#### 2017-18 시즌
16-17 시즌 후, 맨유의 지원을 받아 재활 중이던 즐라탄은 2017년 8월 24일(한국시각)에 1년의 복귀 계약을 맺었고, 등번호는 10번을 받았다.
2017년 11월 19일(한국시각 새벽)에 있었던 뉴캐슬과의 리그 12라운드 경기에서 후반 31분 마르시알과 교체출전하여 7개월 만에 복귀전을 치렀다. 출전 시간을 짧았지만 '후스코어드닷컴'으로부터 6.2점을 받았다.
2017년 11월 23일(한국시간) 스위스 바젤에서 열린 FC 바젤과 2017-2018 UEFA 챔피언스리그 A조 5차전에서 후반 29분 앙토니 마르시알과 교체 출전하였다. 이 날 경기에 출전한 즐라탄은 역대 최초로 서로 다른 7개 클럽에서 모두 UEFA 챔피언스리그 본선 무대를 밟은 선수가 되었다.(즐라탄은 7개 클럽을 거치면서 UEFA 챔피언스리그 120경기 출전을 달성했다.)
2017년 12월 21일(한국시간 새벽 5시)에 열린 브리스톨 시티와의 리그컵 경기에서 올 시즌 첫 선발로 나선 경기에서 225일 만에 화려한 복귀골을 신고했지만 팀은 1-2 충격패를 당하여 빛을 바랬다.
2018년 3월 22일, 맨체스터 유나이티드와 상호합의 하에 계약 해지했다.

### LA 갤럭시
2018년 3월 23일, LA 갤럭시와 2년 계약을 맺으며 입단했다.
2019년 시즌 종료 후 계약 만료로 결별했다.

### 밀란 복귀
2019년 12월 27일(현지시간) AC 밀란과 계약을 체결하고 유럽 무대에 복귀했다.
2023년 6월에 현역 은퇴를 선언했다.

## 국가대표팀 경력

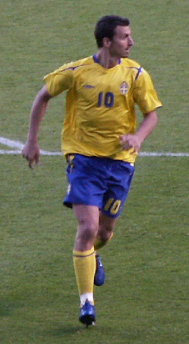
2006년 스웨덴 국가대표로 활약하는 이브라히모비치

이브라히모비치는 보스니아 헤르체고비나, 크로아티아, 스웨덴 대표로 출전이 가능했고, 그는 그의 출신국가인 스웨덴을 선택하였다.
이브라히모비치는 2001년 1월 31일, 득점 없이 비긴 베렌스발렌에서의 페로 제도와의 노르딕 풋볼 챔피언십 2000-01 친선대회에서 국가대표팀 경기에 처음 출전하였다. 2001년 10월 7일, 그는 3-0으로 이긴 아제르바이잔과의 2002년 FIFA 월드컵 예선전에서 처음으로 주요 대회 경기에 출전하였고, 첫 득점에도 성공하였다. 이브라히모비치는 스웨덴의 2002년 FIFA 월드컵 최종 엔트리에 포함되었고, 스웨덴은 16강에서 새내기인 세네갈에게 패해 탈락하였다. 그는 두 차례 교체출전하였는데, 그는 아르헨티나와의 조별 리그 최종전에서 88분에, 세네갈과의 16강전에서 76분에 교체 출전하였다.
이브라히모비치는 스웨덴이 참가한 UEFA 유로 2004의 경기에 모두 선발로 출전하였다. 그는 5-0으로 승리한 불가리아와의 경기에서 페널티킥을 성공시켰고, 이탈리아와의 경기에서는 훌륭한 기량을 선보이다 막판에 백힐 치핑으로 동점골을 득점하였고, 이 골은 대회 최고의 골로 선정되었다. 그러나, 그는 네덜란드와의 승부차기 라인업에 빠졌으며, 여기서 패한 스웨덴은 짐을 싸야만 했다.
2006년 월드컵 예선에서, 이브라히모비치는 2004년 9월 6일 몰타와의 원정 경기에서 4골을 넣으며 7-0 승리를 견인하였다. 그는 2006년 FIFA 월드컵에서 침묵하였고, 스웨덴은 독일과의 16강전에서 패하였다.
그는 2006년 9월 6일, 리히텐슈타인과의 UEFA 유로 2008 예선전에 차출되었으나, 경기 이틀전에 크리스티안 빌헬름손과 올로프 멜베리와 함께 호텔을 떠나 나이트클럽을 방문하며 통금 규정을 위반하였다. 비록 세 선수 모두 알코올을 섭취하지 않았으나, 그들은 라르스 라예르베크 감독에 경기 출전도 못하고 귀가 조치가 내려졌다. 멜베리와 빌헬름손은 호소하지 않았으나, 이브라히모비치는 불공평하다고 생각하여 아이슬란드와 스페인과의 이어지는 다음 예선전에 불참하였다. 그는 2007년 2월 7일의 이집트와의 친선경기에 참가하는 것도 거부하였으나, 1달 후인 스스로 추진한 보이콧을 3월 28일의 북아일랜드전때 철회하였고, 스웨덴은 이 경기에서 패하였다. 그는 12번의 예선 경기에서 단 한번도 득점하지 못하였다. 이브라히모비치는 2007년의 "스웨덴 올해의 축구 선수"에게 주어지는 굴드볼렌을 받았다.
이브라히모비치는 2008년 6월 10일, 그리스와의 UEFA 유로 2008 본선 경기에서 득점하며 2년간 지속된 국제경기 무득점 침묵을 깼고, 스페인과의 나흘 뒤 경기에서도 득점에 성공하였다. 그는 스웨덴이 러시아에 패해 탈락하면서 대회를 2골로 마무리했다.
2009년 6월 10일, 이브라히모비치는 4-0으로 이긴 몰타와의 2010년 FIFA 월드컵 예선전에서 한 골을 득점하였다. 2009년 9월 5일, 그는 2-1로 이긴 헝가리와의 예선전 경기에서 팀의 두번째 골을 성공시켰다.

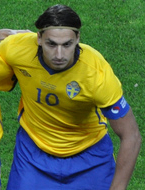
2010년, 산마리노와의 UEFA 유로 2012 예선전을 준비하는 이브라히모비치

UEFA 유로 2012 예선전을 앞두고, 이브라히모비치는 국가대표팀에 복귀하면서 주장 완장을 받았다. 그는 산마리노와의 경기에서 21,000명의 홈 팬들이 모인 가운데 팀의 5번째, 6번째 득점을 하였고, 팀은 6-0 대승을 거두었다. 스웨덴은 이 경기에서 60분간 10명으로 싸웠다. 그는 핀란드와의 다음 예선전 경기에서 해트트릭을 기록하며 5-0 대승을 견인하였다.
UEFA 유로 2012 본선에서, 이브라히모비치는 우크라이나와의 1차전 경기에서 선제골을 득점하였다. 그는 이후 2-0으로 이긴 프랑스와의 조별 리그 마지막 경기에서 발리슛으로 프랑스의 골문을 열었고, 조별 리그의 최고 골로 선정되었다. 이 승리에도 불구하고, 앞서 두 조별 리그 경기에서 패한 스웨덴은 8강 진출에 실패하였다. 이브라히모비치는 8강에 진출하지 못한 선수들 중 유일하게 유로 2012의 올스타 팀에 이름을 올렸다.
2012년 10월, 이브라히모비치는 베를린에서 열린 독일과의 2014년 FIFA 월드컵 예선전에서 0-4로 밀리고 있는 와중에 팀의 첫 만회골을 득점하였고, 이 경기에서 4-4 무승부를 거두었다. 독일 국가대표팀이 경기에서 4골을 앞선 상황에서 승리를 거두지 못한 경우는 이때가 처음이었다.
2012년 11월 14일, 그는 새로 개장한 프렌즈 아레나에서 잉글랜드를 상대하여 스웨덴의 4골을 모두 집어넣으며 4-2 승리를 쟁취하였다. 그의 4번째 골은 27-32m 거리에서 등쪽의 공을 오버헤드킥으로 득점하였고, BBC가 이 골을 "수준 높은 기술과 불가해한 상상력의 조화"라고 묘사한 것처럼 선수들과 평론가로부터 찬사를 받았다. 이 골로 이브라히모비치는 2013년의 FIFA 푸슈카시상을 받았다.
2013년 8월 14일, 이브라히모비치는 프렌즈 아레나에서 열린 스칸디나비아 라이벌 노르웨이와의 친선경기에서 또다시 해트트릭을 기록하였고, 팀은 4-2로 이겼다.
이브라히모비치는 포르투갈과의 플레이오프 두 경기를 포함하여 월드컵 예선을 8골로 마쳤고, 스웨덴은 플레이오프에서 패하며 2014년 FIFA 월드컵 본선행에 실패하였다.
그 후, 이브라히모비치는 유로 2016을 끝으로 국가대표팀에서 은퇴하게 되었으며 오는 2016 리우 올림픽 국가대표에 참가하지 않는다고 밝혔다.
2021년 3월 국가대표팀 은퇴를 번복하고 복귀하였다.

## 명성
이브라히모비치는 ESPN에 의해 "공중볼에 강하고, 강력하고 민첩하며, 후방의 골로 연결할 수 있으며, 탁월한 피니싱, 통찰력, 패스, 볼컨트롤 능력을 뽐낸다." 라고 묘사하였다. 그는 큰 경기에서 운동량이 떨어진다는 비난을 받기도 하였으나, 데르비 델라 마돈니나, 엘 클라시코, 르 클라시크나 챔피언스리그와 UEFA 유로의 거함들을 상대로 득점을 하곤 하였다. 이브라히모비치는 6개의 다른 클럽에서 챔피언스리그 골을 넣었다.

## 논란
이브라히모비치는 몇 차례 팀 동료와의 폭력행각에 연루되었고, 몇건은 인터넷을 뜨겁게 달구기도 하였다. 2011년, 이브라히모비치는 팀 동료 안토니오 카사노가 기자들의 질문을 답하는 와중에 얼굴을 발로 가격하였다. 이브라히모비치는 훈련 도중 크리스티안 빌헬름손과 로드니 스트레서도 발로 가격하였고, 이것 또한 카메라에 적발되었다.
2004년, 네덜란드와의 친선경기 이후, 아약스 팀 동료 라파엘 판 데르 파르트는 이브라히모비치가 고의적으로 자신에게 부상을 입혔다고 공적으로 고발하였다. 이브라히모비치는 판 데르 파르트에게 멀쩡한 반대쪽 다리도 부러뜨리겠다는 협박으로 응수하였다. 이브라히모비치는 탈의실에서 아약스 팀 동료 미도에게 주먹으로 가격하기도 했다.
이브라히모비치는 탈의실 사건에서 훈련복 상자를 투척하며 주제프 과르디올라 바르셀로나 감독에게 큰 소리로 욕설을 하며 둘 간의 불화가 극에 달하였다. 과르디올라는 결국 이브라히모비치와 대화하기를 거부하였고 결국 그는 밀란으로 임대되었다. 카를레스 빌라루비 바르셀로나 부회장은 이브라히모비치가 과르디올라에게 밀란으로 보내지 않으면 공식적으로 폭력을 휘두를 것이라고 협박했었다고 전했다.
2010년, 이브라히모비치는 밀란 팀 동료 오구치 오니예우가 그에게 양발 태클을 날리자, 박치기로 맞받아 치면서 훈련장에서 주먹다짐을 벌이기도 하였다. 훈련 세션은 두 선수의 싸움으로 중단되었고, 이브라히모비치는 갈비뼈 부상을 당하였다. 오니예우는 이브라히모비치가 자신을 반복적으로 모욕한 것을 고발했다.
2011년 3월, 이브라히모비치는 바리 수비수 마르코 로시의 복부를 경기 도중 주먹으로 가격하면서 3경기 출장 정지 징계를 받았다. 2012년 2월, 그는 살바토레 아로니카에게 따귀를 친 것으로 또다시 3경기 출장 정지 징계를 받았다.
2012년 10월, 페로 제도에게 1-0 승리를 거둔 후, 프로디 베냐민센 페로 제도 대표팀 주장은 반칙성 행위와 모욕을 한 이브라히모비치에 대해 "거만하고 유치하며 멍청하고 더러운 선수"라고 묘사하였다.
2012년 11월, 이브라히모비치는 생테티엔 골키퍼 스테판 루피에르의 흉부를 발로 가격한 것으로 2경기 출장 정지 징계가 내려졌다. 2012년 12월, 데얀 로브렌 리옹 수비수와 장-미셸 올라스 리옹 회장은 이브라히모비치가 악의적으로 로브렌의 머리를 밟았다고 고발하였다. 2013년 2월, UEFA는 발렌시아의 윙어 안드레스 과르다도를 밟은 것에 대해 2경기 출장 정지 징계를 내렸다. 2013년 3월, 루카스 모우라 PSG 윙어는 이브라히모비치가 평소에 팀 동료들을 모욕했다며 "그는 공이 어딨냐고 항상 물어보고 자주 모욕을 한다. 그는 간혹 약간 거만하고 불평이 많다." 라고 진술하였다. 2013년 5월, 이브라히모비치는 PSG의 우승 뒷풀이에서 스포르팅 디렉터 레오나르두에게 소리 지르는 것이 카메라에 포착되었다.
2013년 12월, 이브라히모비치는 스웨덴의 여자 축구 선수들은 자동차 대신에 자전거를 선물해야 한다고 발언하면서 그의 고향에서 물의를 빚었다.
2017년 1월 1일(한국시각 자정)에 열린 미들즈브러와의 리그 홈 경기에서 전반 38분에 마시알의 크로스를 받아 태권슛으로 골문을 열었지만, 오히려 주심이 골키퍼와의 충돌을 이유로 반칙을 선언하였다.

## 사생활
이브라히모비치는 2명의 친남매와 3명의 이복남매를 두고 있다. 그의 아내는 헬레나 세예르로, 슬하에 막시밀리안과 빈센트 (각각 2006년 9월 22일생, 2008년 3월 6일생)라는 두 아들을 두고 있다. 그는 현재 파리에 거주하지만 여름마다 말뫼의 고향집을 매년 방문한다. 그는 17살 때 말뫼의 태권도 클럽인 에니예트(Enighet)에서 태권도를 배웠다. 이브라히모비치는 이탈리아 태권도 대표팀으로부터 명예 검은띠를 받기도 했다. 이를 두고 영국의 매체인 데일리 메일은 "이브라히모비치가 그라운드에서 멋진골을 만드는데 태권도가 도움이 되는 거 같다."라고 전하기도 했다.
또한 이브라히모비치는 스웨덴어, 보스니아어, 영어, 스페인어, 그리고 이탈리아어 등 5개국어에 능숙하다. 2011년 2월, 유로스포츠의 인터뷰에서 그는 전설적인 권투 선수인 무하마드 알리가 그의 롤 모델 중 한명이라고 단언하였다: "[무하마드 알리는] 저의 롤 모델 중 한명이며, 스포츠와 스포츠 외의 생활에서 저의 우상입니다 또한 (중략)...그는 그의 것[법칙]이 있었고 절대로 [그것들을] 포기하지 않았습니다." 이브라히모비치는 자신이 로마 가톨릭교도라고 진술하였다.
이름 즐라탄은 2003년 5월에 스웨덴 특허등록소에 "즐라탄 이브라히모비치처럼 인지될 것처럼 보인다" 라고 등록되었고, 그에 따라 그는 이 단어를 쓰는 스포츠 장비, 옷, 신발 등의 몇몇 제품에 그의 독점권을 가지고 있다. 그는 현재 나이키와 계약 상태이며 나이키의 TV 광고에 출연한다. 2007년 가을, 이브라히모비치는 나이키의 도움으로 고향 말뫼의 로젠요르구에 즐라탄 코트를 스스로 설치했다: 그는 인조잔디, 골대, 조명, 그리고 현대식 울타리를 제공하였다. 2008년 그는 친정 유소년 클럽인 FBK 발칸에 새 나이키 유니폼을 기부하였다. 하지만 2016년 맨체스터 유나이티드로 이적하면서 맨체스터 유나이티드의 스포츠 후원사인 아디다스의 축구화를 착용하기 시작했다.
2011년 11월 9일에는 다비드 라게르크란츠가 대필작가를 맡은 즐라탄 이브라히모비치의 자서전인 《나는 즐라탄이다》(Jag är Zlatan Ibrahimović)가 출간되었다. 2012년 9월 9일, 이브라히모비치는 고향 말뫼의 스웨드방크 스타디온 바깥에 위치한 명예의 길에 그의 이름이 새겨진 보도 블록이 놓였다. 2012년 12월, 프랑스 DJ 알 파슈는 이브라히모비치를 찬양하는 곡인 "내 이름은 즐라탄" (My Name is Zlatan)이라는 곡을 만들어냈다.
2013년 11월 11일, 스웨덴 우편 제도는 즐라탄 이브라히모비치 우편 세트를 출시할 것임을 발표하였다. 이브라히모비치는 그의 이미지가 있는 5개의 다른 우표로 된 10개짜리 특수 소책자를 제작하는 프로젝트에서 활발히 활동하였다.
2013년 11월 12일, 이브라히모비치는 프랑스 엑스박스 원의 새 홍보대사가 되었다. 이브라히모비치는 2016년 11월 22일에 스웨덴 축구 협회로부터 11번째 스웨덴 올해의 선수에 선정되었으며, 2016년 11월 23일(이하 한국 시간)에 이브라히모비치의 동상을 건립하는 겹경사를 맞았다.

## 경력 통계
2019년 10월 25일 기준.
| 클럽                | 시즌      | 리그             | 리그 | 리그 | 내셔널 컵 | 내셔널 컵 | 리그 컵 | 리그 컵 | 대륙1 | 대륙1 | 기타2 | 기타2 | 합계 | 합계 |
| 클럽                | 시즌      | 리그             | 출장 | 골   | 출장      | 골        | 출장    | 골      | 출장  | 골    | 출장  | 골    | 출장 | 골   |
| ------------------- | --------- | ---------------- | ---- | ---- | --------- | --------- | ------- | ------- | ----- | ----- | ----- | ----- | ---- | ---- |
| 말뫼                | 1999      | 알스벤스칸       | 6    | 1    | —         | —         | —       | —       | —     | —     | —     | —     | 6    | 1    |
| 말뫼                | 2000      | 수페레탄         | 26   | 12   | 3         | 2         | —       | —       | —     | —     | —     | —     | 29   | 14   |
| 말뫼                | 2001      | 알스벤스칸       | 8    | 3    | 4         | 0         | —       | —       | —     | —     | —     | —     | 12   | 3    |
| 말뫼                | 합계      | 합계             | 40   | 16   | 7         | 2         | —       | —       | —     | —     | —     | —     | 47   | 18   |
| 아약스              | 2001–02   | 에레디비시       | 24   | 6    | 3         | 1         | —       | —       | 6     | 2     | —     | —     | 33   | 9    |
| 아약스              | 2002–03   | 에레디비시       | 25   | 13   | 3         | 3         | —       | —       | 13    | 5     | 1     | 0     | 42   | 21   |
| 아약스              | 2003–04   | 에레디비시       | 22   | 13   | 1         | 0         | —       | —       | 8     | 2     | —     | —     | 31   | 15   |
| 아약스              | 2004–05   | 에레디비시       | 3    | 3    | —         | —         | —       | —       | —     | —     | 1     | 0     | 4    | 3    |
| 아약스              | 합계      | 합계             | 74   | 35   | 7         | 4         | —       | —       | 27    | 9     | 2     | 0     | 110  | 48   |
| 유벤투스            | 2004–05   | 세리에 A         | 35   | 16   | 0         | 0         | —       | —       | 10    | 0     | —     | —     | 45   | 16   |
| 유벤투스            | 2005–06   | 세리에 A         | 35   | 7    | 2         | 0         | —       | —       | 9     | 3     | 1     | 0     | 47   | 10   |
| 유벤투스            | 합계      | 합계             | 70   | 23   | 2         | 0         | —       | —       | 19    | 3     | 1     | 0     | 92   | 26   |
| 인테르나치오날레    | 2006–07   | 세리에 A         | 27   | 15   | 1         | 0         | —       | —       | 7     | 0     | 1     | 0     | 36   | 15   |
| 인테르나치오날레    | 2007–08   | 세리에 A         | 26   | 17   | 0         | 0         | —       | —       | 7     | 5     | 1     | 0     | 34   | 22   |
| 인테르나치오날레    | 2008–09   | 세리에 A         | 35   | 25   | 3         | 3         | —       | —       | 8     | 1     | 1     | 0     | 47   | 29   |
| 인테르나치오날레    | 합계      | 합계             | 88   | 57   | 4         | 3         | —       | —       | 22    | 6     | 3     | 0     | 117  | 66   |
| 바르셀로나          | 2009–10   | 라리가           | 29   | 16   | 2         | 1         | —       | —       | 10    | 4     | 4     | 0     | 45   | 21   |
| 바르셀로나          | 2010–11   | 라리가           | —    | —    | —         | —         | —       | —       | —     | —     | 1     | 1     | 1    | 1    |
| 바르셀로나          | 합계      | 합계             | 29   | 16   | 2         | 1         | —       | —       | 10    | 4     | 5     | 1     | 46   | 22   |
| 밀란                | 2010–11   | 세리에 A         | 29   | 14   | 4         | 3         | —       | —       | 8     | 4     | —     | —     | 41   | 21   |
| 밀란                | 2011–12   | 세리에 A         | 32   | 28   | 3         | 1         | —       | —       | 8     | 5     | 1     | 1     | 44   | 35   |
| 밀란                | 합계      | 합계             | 61   | 42   | 7         | 4         | —       | —       | 16    | 9     | 1     | 1     | 85   | 56   |
| 파리 생제르맹       | 2012–13   | 리그 1           | 34   | 30   | 2         | 2         | 1       | 0       | 9     | 3     | —     | —     | 46   | 35   |
| 파리 생제르맹       | 2013–14   | 리그 1           | 33   | 26   | 2         | 3         | 2       | 2       | 8     | 10    | 1     | 0     | 46   | 41   |
| 파리 생제르맹       | 2014–15   | 리그 1           | 24   | 19   | 3         | 4         | 3       | 3       | 6     | 2     | 1     | 2     | 37   | 30   |
| 파리 생제르맹       | 2015–16   | 리그 1           | 31   | 38   | 6         | 7         | 3       | 0       | 10    | 5     | 1     | 0     | 51   | 50   |
| 파리 생제르맹       | 합계      | 합계             | 122  | 113  | 13        | 16        | 9       | 5       | 33    | 20    | 3     | 2     | 180  | 156  |
| 맨체스터 유나이티드 | 2016–17   | 프리미어리그     | 28   | 17   | 1         | 1         | 5       | 4       | 11    | 5     | 1     | 1     | 46   | 28   |
| 맨체스터 유나이티드 | 2017–18   | 프리미어리그     | 5    | 0    | 0         | 0         | 1       | 1       | 1     | 0     | —     | —     | 7    | 1    |
| 맨체스터 유나이티드 | 합계      | 합계             | 33   | 17   | 1         | 1         | 6       | 5       | 12    | 5     | 1     | 1     | 53   | 29   |
| LA 갤럭시           | 2018      | 메이저 리그 사커 | 27   | 22   | 0         | 0         | —       | —       | —     | —     | —     | —     | 27   | 22   |
| LA 갤럭시           | 2019      | 메이저 리그 사커 | 29   | 30   | 0         | 0         | —       | —       | —     | —     | 2     | 1     | 31   | 31   |
| LA 갤럭시           | 합계      | 합계             | 56   | 52   | 0         | 0         | —       | —       | —     | —     | 2     | 1     | 58   | 53   |
| 경력 합계           | 경력 합계 | 경력 합계        | 573  | 371  | 43        | 31        | 15      | 10      | 139   | 56    | 18    | 6     | 788  | 474  |

1 UEFA 챔피언스리그, UEFA 컵 / 유로파리그 경기를 포함한다.
2 요한 크라위프 스할, 수페르코파 이탈리아나, 수페르코파 데 에스파냐, 트로페 데 샹피옹, FA 커뮤니티 실드, MLS컵 플레이오프, UEFA 슈퍼컵, 그리고 FIFA 클럽 월드컵 경기를 포함한다.
| 스웨덴 U-21 축구 국가대표팀 | 스웨덴 U-21 축구 국가대표팀 | 스웨덴 U-21 축구 국가대표팀 |
| 연도                        | 출장                        | 골                          |
| --------------------------- | --------------------------- | --------------------------- |
| 2001                        | 7                           | 6                           |
| 합계                        | 7                           | 6                           |

| 스웨덴 축구 국가대표팀 | 스웨덴 축구 국가대표팀 | 스웨덴 축구 국가대표팀 |
| 연도                   | 출장                   | 골                     |
| ---------------------- | ---------------------- | ---------------------- |
| 2001                   | 5                      | 1                      |
| 2002                   | 10                     | 2                      |
| 2003                   | 4                      | 3                      |
| 2004                   | 12                     | 8                      |
| 2005                   | 5                      | 4                      |
| 2006                   | 6                      | 0                      |
| 2007                   | 7                      | 0                      |
| 2008                   | 7                      | 2                      |
| 2009                   | 6                      | 2                      |
| 2010                   | 4                      | 3                      |
| 2011                   | 11                     | 3                      |
| 2012                   | 8                      | 11                     |
| 2013                   | 11                     | 9                      |
| 2014                   | 5                      | 3                      |
| 2015                   | 10                     | 11                     |
| 2016                   | 5                      | 0                      |
| 합계                   | 116                    | 62                     |

### 국가대표팀 득점 기록

#### U-21 국가대표팀
아래의 점수에서 왼쪽의 점수가 스웨덴 U-21 팀의 점수이다.
| #  | 날짜            | 경기장                         | 상대       | 점수 | 최종결과 | 대회                                     |
| -- | --------------- | ------------------------------ | ---------- | ---- | -------- | ---------------------------------------- |
| 1. | 2001년 4월 23일 | 랴발렌, 보로스                 | 마케도니아 | 1–0  | 2–0      | 2002년 UEFA U-21 축구 선수권 대회 예선전 |
| 2. | 2001년 4월 28일 | 스타디오눌 몰도바, 키시너우    | 몰도바     | 1–0  | 2–0      | 2002년 UEFA U-21 축구 선수권 대회 예선전 |
| 3. | 2001년 6월 1일  | 에나발렌, 엔쾨핑               | 슬로바키아 | 1–0  | 4–0      | 2002년 UEFA U-21 축구 선수권 대회 예선전 |
| 4. | 2001년 6월 5일  | 뮈예른발렌, 알링소스           | 몰도바     | 2–0  | 3–0      | 2002년 UEFA U-21 축구 선수권 대회 예선전 |
| 5. | 2001년 9월 1일  | 조르체 페트로프 경기장, 스코페 | 마케도니아 | 1–0  | 1–1      | 2002년 UEFA U-21 축구 선수권 대회 예선전 |
| 6. | 2001년 9월 4일  | 이스메트 파샤 경기장, 이즈미트 | 터키       | 1–3  | 1–4      | 2002년 UEFA U-21 축구 선수권 대회 예선전 |

#### 성인 국가대표팀
아래의 점수에서 왼쪽의 점수가 스웨덴의 점수이다.
| #   | 날짜             | 경기장                                       | 출장 횟수 | 상대         | 점수 | 최종결과 | 대회                           |
| --- | ---------------- | -------------------------------------------- | --------- | ------------ | ---- | -------- | ------------------------------ |
| 1.  | 2001년 10월 7일  | 로순다 스타디온, 솔나, 스웨덴                | 4         | 아제르바이잔 | 3–0  | 3–0      | 2002년 FIFA 월드컵 예선전      |
| 2.  | 2002년 8월 21일  | 로코모티프 스타디움, 모스크바, 러시아        | 13        | 러시아       | 1–1  | 1–1      | 친선경기                       |
| 3.  | 2002년 10월 12일 | 로순다 스타디온, 솔나, 스웨덴                | 15        | 헝가리       | 1–1  | 1–1      | UEFA 유로 2004 예선전          |
| 4.  | 2003년 4월 30일  | 로순다 스타디온, 솔나, 스웨덴                | 16        | 크로아티아   | 1–1  | 1–2      | 친선경기                       |
| 5.  | 2003년 9월 6일   | 울레비, 예테보리, 스웨덴                     | 17        | 산마리노     | 3–0  | 5–0      | UEFA 유로 2004 예선전          |
| 6.  | 2003년 9월 6일   | 울레비, 예테보리, 스웨덴                     | 17        | 산마리노     | 5–0  | 5–0      | UEFA 유로 2004 예선전          |
| 7.  | 2004년 3월 31일  | 울레비, 예테보리, 스웨덴                     | 20        | 잉글랜드     | 1–0  | 1–0      | 친선경기                       |
| 8.  | 2004년 6월 14일  | 이스타디우 조제 알발라드, 리스본, 포르투갈   | 24        | 불가리아     | 4–0  | 5–0      | UEFA 유로 2004                 |
| 9.  | 2004년 6월 18일  | 이스타디우 두 드라강, 포르투, 포르투갈       | 25        | 이탈리아     | 1–1  | 1–1      | UEFA 유로 2004                 |
| 10. | 2004년 8월 18일  | 로순다 스타디온, 솔나, 스웨덴                | 28        | 네덜란드     | 2–2  | 2–2      | 친선경기                       |
| 11. | 2004년 9월 4일   | 타콸리 국립 경기장, 타콸리, 몰타             | 29        | 몰타         | 1–0  | 7–0      | 2006년 FIFA 월드컵 예선전      |
| 12. | 2004년 9월 4일   | 타콸리 국립 경기장, 타콸리, 몰타             | 29        | 몰타         | 2–0  | 7–0      | 2006년 FIFA 월드컵 예선전      |
| 13. | 2004년 9월 4일   | 타콸리 국립 경기장, 타콸리, 몰타             | 29        | 몰타         | 3–0  | 7–0      | 2006년 FIFA 월드컵 예선전      |
| 14. | 2004년 9월 4일   | 타콸리 국립 경기장, 타콸리, 몰타             | 29        | 몰타         | 5–0  | 7–0      | 2006년 FIFA 월드컵 예선전      |
| 15. | 2005년 6월 4일   | 울레비, 예테보리, 스웨덴                     | 33        | 몰타         | 4–0  | 6–0      | 2006년 FIFA 월드컵 예선전      |
| 16. | 2005년 9월 3일   | 로순다 스타디온, 솔나, 스웨덴                | 34        | 불가리아     | 3–0  | 3–0      | 2006년 FIFA 월드컵 예선전      |
| 17. | 2005년 9월 7일   | 푸슈카시 페렌츠 슈터디온, 부다페스트, 헝가리 | 35        | 헝가리       | 1–0  | 1–0      | 2006년 FIFA 월드컵 예선전      |
| 18. | 2005년 10월 12일 | 로순다 스타디온, 솔나, 스웨덴                | 36        | 아이슬란드   | 1–1  | 3–1      | 2006년 FIFA 월드컵 예선전      |
| 19. | 2008년 6월 10일  | 레드불 아레나, 잘츠부르크, 오스트리아        | 51        | 그리스       | 1–0  | 2–0      | UEFA 유로 2008                 |
| 20. | 2008년 6월 14일  | 티볼리-노이, 인스브루크, 오스트리아          | 52        | 스페인       | 1–1  | 1–2      | UEFA 유로 2008                 |
| 21. | 2009년 6월 10일  | 울레비, 예테보리, 스웨덴                     | 58        | 몰타         | 3–0  | 4–0      | 2010년 FIFA 월드컵 예선전      |
| 22. | 2009년 9월 5일   | 푸슈카시 페렌츠 슈터디온, 부다페스트, 헝가리 | 59        | 헝가리       | 2–1  | 2–1      | 2010년 FIFA 월드컵 예선전      |
| 23. | 2010년 8월 11일  | 로순다 스타디온, 솔나, 스웨덴                | 63        | 스코틀랜드   | 1–0  | 3–0      | 친선경기                       |
| 24. | 2010년 9월 7일   | 스베드방크 스타디온, 말뫼, 스웨덴            | 65        | 산마리노     | 1–0  | 6–0      | UEFA 유로 2012 예선전          |
| 25. | 2010년 9월 7일   | 스베드방크 스타디온, 말뫼, 스웨덴            | 65        | 산마리노     | 5–0  | 6–0      | UEFA 유로 2012 예선전          |
| 26. | 2011년 6월 7일   | 로순다 스타디온, 솔나, 스웨덴                | 69        | 핀란드       | 2–0  | 5–0      | UEFA 유로 2012 예선전          |
| 27. | 2011년 6월 7일   | 로순다 스타디온, 솔나, 스웨덴                | 69        | 핀란드       | 3–0  | 5–0      | UEFA 유로 2012 예선전          |
| 28. | 2011년 6월 7일   | 로순다 스타디온, 솔나, 스웨덴                | 69        | 핀란드       | 4–0  | 5–0      | UEFA 유로 2012 예선전          |
| 29. | 2012년 2월 29일  | 스타디온 막시미르, 자그레브, 크로아티아      | 75        | 크로아티아   | 1–0  | 3–1      | 친선경기                       |
| 30. | 2012년 5월 30일  | 감라 울레비, 예테보리, 스웨덴                | 76        | 아이슬란드   | 1–0  | 3–2      | 친선경기                       |
| 31. | 2012년 6월 5일   | 로순다 스타디온, 솔나, 스웨덴                | 77        | 세르비아     | 2–1  | 2–1      | 친선경기                       |
| 32. | 2012년 6월 11일  | 올림피스키 경기장, 키예프, 우크라이나        | 78        | 우크라이나   | 1–0  | 1–2      | UEFA 유로 2012                 |
| 33. | 2012년 6월 19일  | 올림피스키 경기장, 키예프, 우크라이나        | 80        | 프랑스       | 1–0  | 2–0      | UEFA 유로 2012                 |
| 34. | 2012년 10월 12일 | 토르스뵐루르, 토르스하운, 페로 제도          | 83        | 페로 제도    | 2–1  | 2–1      | 2014년 FIFA 월드컵 예선전      |
| 35. | 2012년 10월 16일 | 올림피아슈타디온, 베를린, 독일               | 84        | 독일         | 1–4  | 4–4      | 2014년 FIFA 월드컵 예선전      |
| 36. | 2012년 11월 14일 | 프렌즈 아레나, 솔나, 스웨덴                  | 85        | 잉글랜드     | 1–0  | 4–2      | 친선경기                       |
| 37. | 2012년 11월 14일 | 프렌즈 아레나, 솔나, 스웨덴                  | 85        | 잉글랜드     | 2–2  | 4–2      | 친선경기                       |
| 38. | 2012년 11월 14일 | 프렌즈 아레나, 솔나, 스웨덴                  | 85        | 잉글랜드     | 3–2  | 4–2      | 친선경기                       |
| 39. | 2012년 11월 14일 | 프렌즈 아레나, 솔나, 스웨덴                  | 85        | 잉글랜드     | 4–2  | 4–2      | 친선경기                       |
| 40. | 2013년 6월 11일  | 프렌즈 아레나, 솔나, 스웨덴                  | 90        | 페로 제도    | 1–0  | 2–0      | 2014년 FIFA 월드컵 예선전      |
| 41. | 2013년 6월 11일  | 프렌즈 아레나, 솔나, 스웨덴                  | 90        | 페로 제도    | 2–0  | 2–0      | 2014년 FIFA 월드컵 예선전      |
| 42. | 2013년 8월 14일  | 프렌즈 아레나, 솔나, 스웨덴                  | 91        | 노르웨이     | 1–0  | 4–2      | 친선경기                       |
| 43. | 2013년 8월 14일  | 프렌즈 아레나, 솔나, 스웨덴                  | 91        | 노르웨이     | 2–2  | 4–2      | 친선경기                       |
| 44. | 2013년 8월 14일  | 프렌즈 아레나, 솔나, 스웨덴                  | 91        | 노르웨이     | 3–2  | 4–2      | 친선경기                       |
| 45. | 2013년 9월 10일  | 아스타나 아레나, 아스타나, 카자흐스탄        | 93        | 카자흐스탄   | 1–0  | 1–0      | 2014년 FIFA 월드컵 예선전      |
| 46. | 2013년 10월 11일 | 프렌즈 아레나, 솔나, 스웨덴                  | 94        | 오스트리아   | 2–1  | 2–1      | 2014년 FIFA 월드컵 예선전      |
| 47. | 2013년 11월 19일 | 프렌즈 아레나, 솔나, 스웨덴                  | 96        | 포르투갈     | 1–1  | 2–3      | 2014년 FIFA 월드컵 예선전      |
| 48. | 2013년 11월 19일 | 프렌즈 아레나, 솔나, 스웨덴                  | 96        | 포르투갈     | 2–1  | 2–3      | 2014년 FIFA 월드컵 예선전      |
| 49. | 2014년 9월 4일   | 프렌즈 아레나, 솔나, 스웨덴                  | 99        | 에스토니아   | 1–0  | 2–0      | 친선경기                       |
| 50. | 2014년 9월 4일   | 프렌즈 아레나, 솔나, 스웨덴                  | 99        | 에스토니아   | 2–0  | 2–0      | 친선경기                       |
| 51. | 2014년 11월 15일 | 스타디온 포드 고리촘, 포드고리차, 몬테네그로 | 101       | 몬테네그로   | 1–0  | 1–1      | UEFA 유로 2016 예선전          |
| 52. | 2015년 3월 27일  | 스타디오눌 짐브루, 키시너우, 몰도바          | 102       | 몰도바       | 1–0  | 2–0      | UEFA 유로 2016 예선전          |
| 53. | 2015년 3월 27일  | 스타디오눌 짐브루, 키시너우, 몰도바          | 102       | 몰도바       | 2–0  | 2–0      | UEFA 유로 2016 예선전          |
| 54. | 2015년 3월 31일  | 프렌즈 아레나, 솔나, 스웨덴                  | 103       | 이란         | 1–0  | 3–1      | 친선경기                       |
| 55. | 2015년 6월 14일  | 프렌즈 아레나, 솔나, 스웨덴                  | 105       | 몬테네그로   | 2–0  | 3–1      | UEFA 유로 2016 예선전          |
| 56. | 2015년 6월 14일  | 프렌즈 아레나, 솔나, 스웨덴                  | 105       | 몬테네그로   | 3–0  | 3–1      | UEFA 유로 2016 예선전          |
| 57. | 2015년 9월 8일   | 프렌즈 아레나, 솔나, 스웨덴                  | 107       | 오스트리아   | 1–4  | 1–4      | UEFA 유로 2016 예선전          |
| 58. | 2015년 10월 9일  | 라인파르크 슈타디온, 파두츠, 리히텐슈타인    | 108       | 리히텐슈타인 | 2–0  | 2–0      | UEFA 유로 2016 예선전          |
| 59. | 2015년 10월 12일 | 프렌즈 아레나, 솔나, 스웨덴                  | 109       | 몰도바       | 1–0  | 2–0      | UEFA 유로 2016 예선전          |
| 60. | 2015년 11월 14일 | 프렌즈 아레나, 솔나, 스웨덴                  | 110       | 덴마크       | 2–0  | 2–1      | UEFA 유로 2016 예선 플레이오프 |
| 61. | 2015년 11월 17일 | 파르켄, 코펜하겐, 덴마크                     | 111       | 덴마크       | 1–0  | 2–2      | UEFA 유로 2016 예선 플레이오프 |
| 62. | 2015년 11월 17일 | 파르켄, 코펜하겐, 덴마크                     | 111       | 덴마크       | 2–0  | 2–2      | UEFA 유로 2016 예선 플레이오프 |

## 수상

### 클럽
아약스
- 에레디비시: 2001–02, 2003–04
- KNVB컵: 2001–02
- 요한 크라위프 스할: 2002

유벤투스
- 세리에 A: 2004–05, 2005–06 (두 타이틀 모두 칼초폴리 스캔들로 박탈)

인테르나치오날레
- 세리에 A: 2006–07, 2007–08, 2008–09
- 수페르코파 이탈리아나: 2006, 2008

바르셀로나
- 라 리가: 2009–10
- 수페르코파 데 에스파냐: 2009, 2010
- UEFA 슈퍼컵: 2009
- FIFA 클럽 월드컵: 2009

밀란
- 세리에 A: 2010–11 2021-22
- 수페르코파 이탈리아나: 2011

파리 생제르맹
- 리그 1: 2012-13, 2013-14, 2014-15, 2015-16
- 쿠프 드 프랑스 : 2014-15, 2015-16
- 쿠프 드 라 리그 : 2013-14, 2014-15, 2015-16
- 트로페 데 샹피옹: 2013, 2014, 2015

맨체스터 유나이티드
- EFL컵: 2016-17
- UEFA 유로파리그: 2016-17
- FA 커뮤니티 실드: 2016

### 개인
- 골든 풋 (1): 2012
- PFA(잉글랜드프로축구선수협회) 2016년 12월의 선수
- 잉글리시 프리미어리그(EPL) 12월의 선수 : 2016-17
- UEFA 챔피언스리그 2012-13: 최다 어시스트[68]
- ESM 올해의 팀 (4): 2006–07, 2007–08, 2012–13, 2013-14
- 리그 1 올해의 선수 (3): 2012–13, 2013-14, 2015-16
- 리그 1 올해의 팀 (2): 2012–13, 2013-14
- 리그 1 득점왕 (3): 2012–13, 2013-14, 2015-16
- 세리에 A 득점왕 (2): 2008-09, 2011-12
- 세리에 A 올해의 선수 (3): 2008, 2009, 2011
- 세리에 A 올해의 팀 (2): 2010–11, 2011–12
- 세리에 A 이달의 선수: 2012년 2월: 2012년 1월
- 예링프리세트 (1): 2007
- 스웨덴 올해의 남자 운동선수 (2): 2007, 2010
- 스웨덴 올해의 선수 : 2005, 2007, 2008, 2009, 2010, 2011, 2012, 2013, 2014, 2015
- 프리미어리그 이달의 선수: 2016년 12월
- 맨유 2월의 선수상: 2017년 2월
- UEFA 올해의 팀 : 2007, 2009, 2013
- FIFA 푸슈카시상 : 2013
- FIFA/FIFPro 월드 베스트 XI : 2013

## 디스코그래피

### 싱글
| 연도 | 앨범                                           | 최고 순위 |
| 연도 | 앨범                                           | SWE       |
| ---- | ---------------------------------------------- | --------- |
| 2014 | "그대의 조상 그대의 자유" (데이의 앨범에 출연) | 13        |

## 같이 보기
- A매치 100경기 이상 출전한 축구 선수 명단